# Blue for You
Blue for You es el noveno álbum de estudio de la banda británica de rock Status Quo, publicado en 1976 a través de Vertigo Records para el Reino Unido y por Capitol Records para los Estados Unidos. Es el último trabajo de la agrupación grabada por la formación denominada «Frantic Four», ya que para el siguiente disco se integraría Andy Bown como el quinto miembro oficial. De igual manera, es el último producido por ellos mismos, que provocó que sus posteriores trabajos estuvieran más orientados hacia un rock más suave y comercial.

## Recepción comercial
Al momento de su publicación obtuvo el primer lugar en el Reino Unido, donde permaneció tres semanas consecutivas y que en total sumó treinta semanas ubicado en la lista UK Albums Chart. Este éxito también se vio reflejado en las ventas, ya que solo unos días después de su publicación fue certificado con disco de plata por el organismo British Phonographic Industry y dos meses después recibió disco de oro, tras superar las 100 000 unidades vendidas en su propio país.
Para promocionarlo, en febrero de 1976 se publicó como primer sencillo «Rain» que alcanzó el séptimo puesto en los UK Singles Chart y en julio del mismo año se lanzó, «Mystery Song», que ingresó en la misma lista en el puesto 11. En adición a ello, en diciembre de 1976 se publicó «Wild Side of Life» —canción de Hank Thompson— que llegó hasta el puesto 9 en la lista británica y que a principios de 1977 fue certificado con disco de plata. Cabe señalar, que este último tema solo fue incluido en el disco en el año 2005, cuando fue remasterizado con otras cuatro como pistas adicionales.

## Lista de canciones
| N.º | Título                  | Escritor(es)     | Duración |  |
| 1.  | «Is There a Better Way» | Rossi, Lancaster | 3:27     |  |
| 2.  | «Mad About the Boy»     | Rossi, Young     | 3:31     |  |
| 3.  | «Ring of a Change»      | Rossi, Young     | 4:15     |  |
| 4.  | «Blue for You»          | Lancaster        | 4:08     |  |
| 5.  | «Rain»                  | Parfitt          | 4:24     |  |
| 6.  | «Rolling Home»          | Rossi, Lancaster | 3:01     |  |
| 7.  | «That's a Fact»         | Rossi, Young     | 4:20     |  |
| 8.  | «Ease Your Mind»        | Lancaster        | 3:12     |  |
| 9.  | «Mistery Song»          | Parfitt, Young   | 6:44     |  |

| Pistas adicionales en remasterización de 2005 |                                    |                  |          |  |
| N.º                                           | Título                             | Escritor(es)     | Duración |  |
| 10.                                           | «You Lost the Love»                | Rossi, Young     | 3:01     |  |
| 11.                                           | «Mystery Song» (versión sencillo)  | Parfitt, Young   | 3:58     |  |
| 12.                                           | «Wild Side of Life»                | Carter, Warren   | 3:15     |  |
| 13.                                           | «All Through the Night»            | Rossi, Lancaster | 3:20     |  |
| 14.                                           | «Wild Side of Life» (versión demo) | Carter, Warren   | 3:49     |  |

## Músicos
- Francis Rossi: voz y guitarra líder
- Rick Parfitt: voz, guitarra rítmica y teclados
- Alan Lancaster: bajo y guitarra
- John Coghlan: batería
- Andy Bown: piano en «Mad About the Boy» y «Ease Your Mind» (músico invitado)
- Bob Young: armónica en «Rolling Home» (músico invitado)